# Очеретне
Очере́тне — село в Україні, у Вишнівецькій селищній громаді Кременецького району Тернопільської області.  До 1946 року називалося Свинюхи.
До Очеретного приєднано села Гнила та Міжлісне (Свинюхи Малі), хутори Криниця, Ліски, Медведів Гай. Підпорядковане Устечківській сільраді.(до 2020). Розташоване на річці Добринь, в центрі району. 
Населення — 456 осіб (2001).

## Історія
Поблизу села виявлено археологічні пам'ятки черняхівської культури.
Перша писемна згадка — 1508 року.
1804 внаслідок епідемії тифу померло багато людей.
На 1936 рік село входило до ґміни Старий Олексинець Кременецького повіту.
12 червня 2020 року, відповідно до Розпорядження Кабінету Міністрів України від  № 724-р «Про визначення адміністративних центрів та затвердження територій територіальних громад Тернопільської області», село увійшло до складу Вишнівецької селищної громади.
19 липня 2020 року, в результаті адміністративно-територіальної реформи та ліквідації Збаразького району, село увійшло до складу новоутвореного Кременецького району.

## Населення
За даними перепису населення 2001 року мовний склад населення села був таким:
| Мова       | Число ос. | Відсоток |
| ---------- | --------- | -------- |
| українська |           | 99,78    |
| російська  |           | 0,22     |

## Пам'ятки

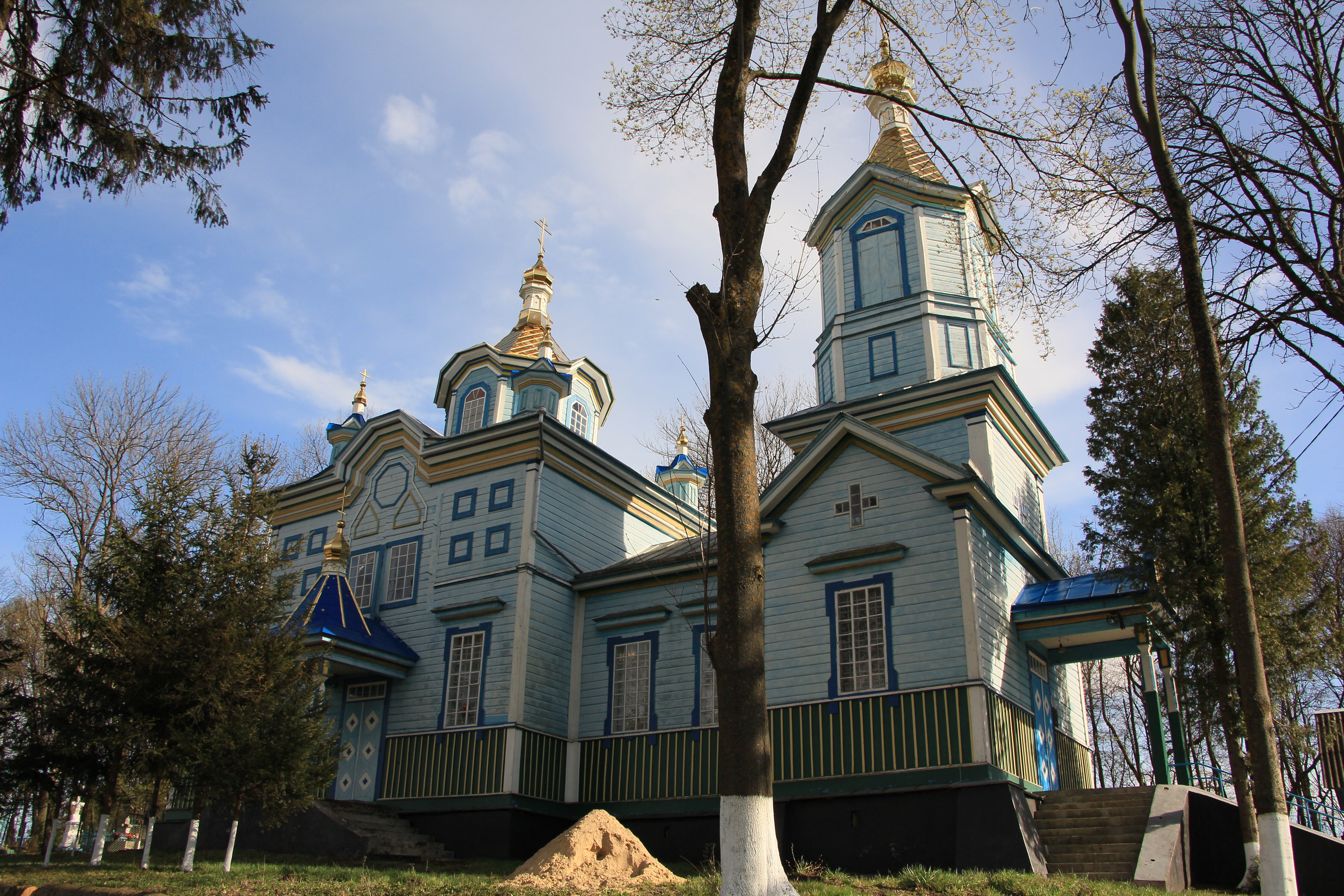
Дерев'яна церква

- церква Різдва Пресвятої Богородиці (1912).
- пам'ятник воїнам-односельцям, полеглим у німецько-радянській війні (1975),
- пам'ятний знак на місці будинку О.-З. Лятуринської (2002, х. Ліски).

## Соціальна сфера
Діють ЗОШ 1-2 ступ., клуб, бібліотека, ФАП, відділення зв'язку, пилорама, млин, торговельний заклад.

## Відомі люди
На хуторі Ліски народилися:
- поетка, скульпторка, фольклористка О.-З. Лятуринська.

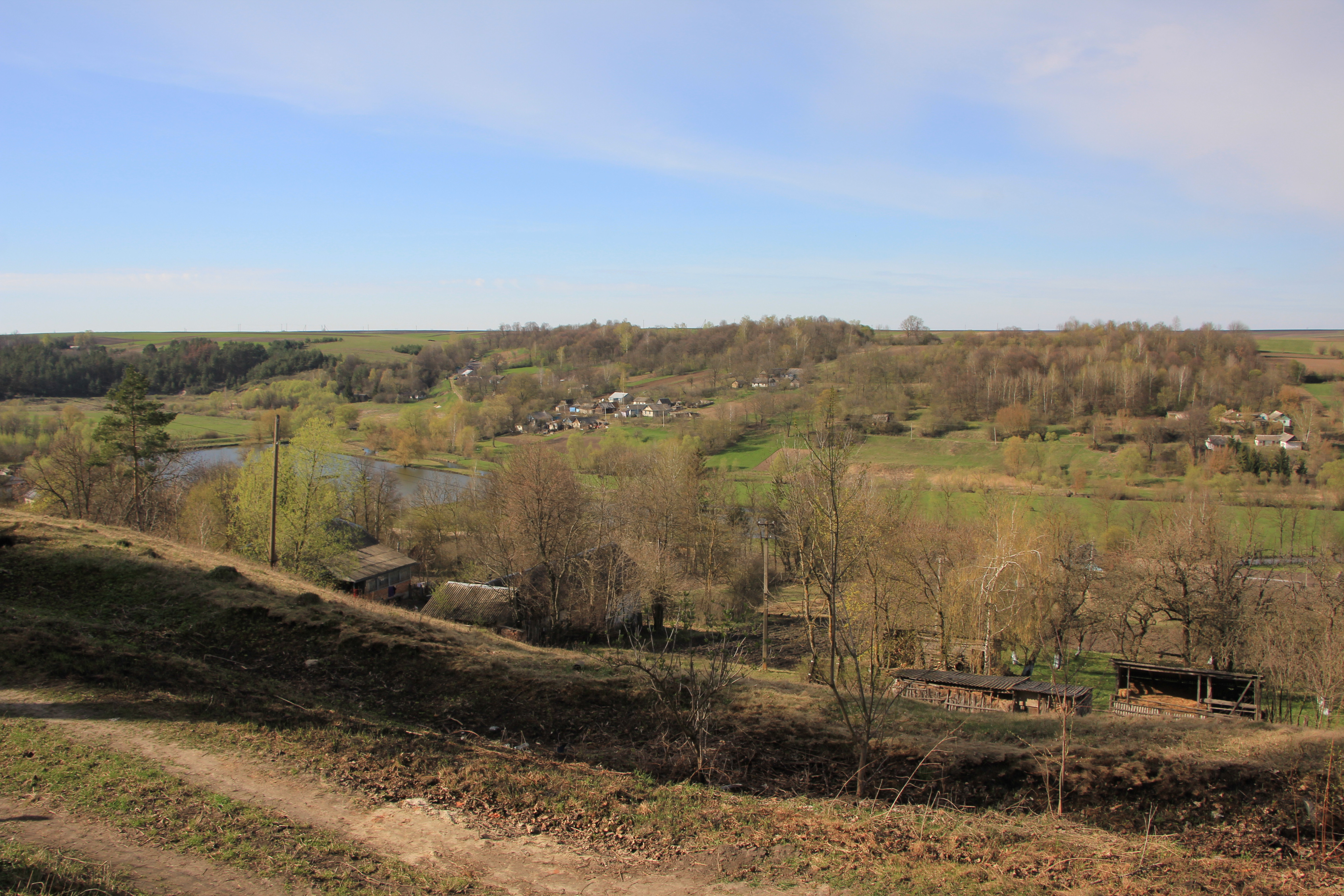
Село Очеретне
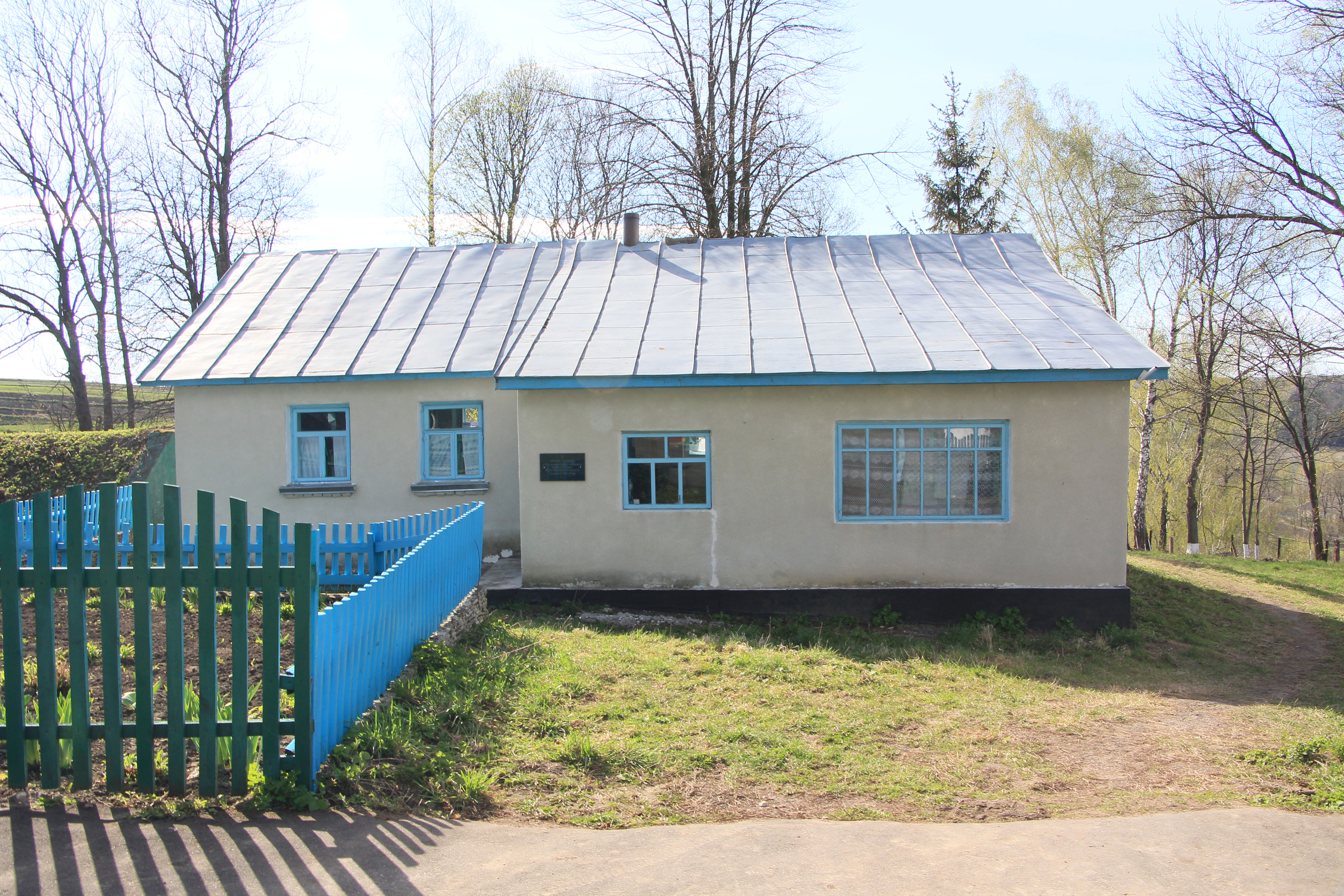
Музей-садиба поблизу церкви
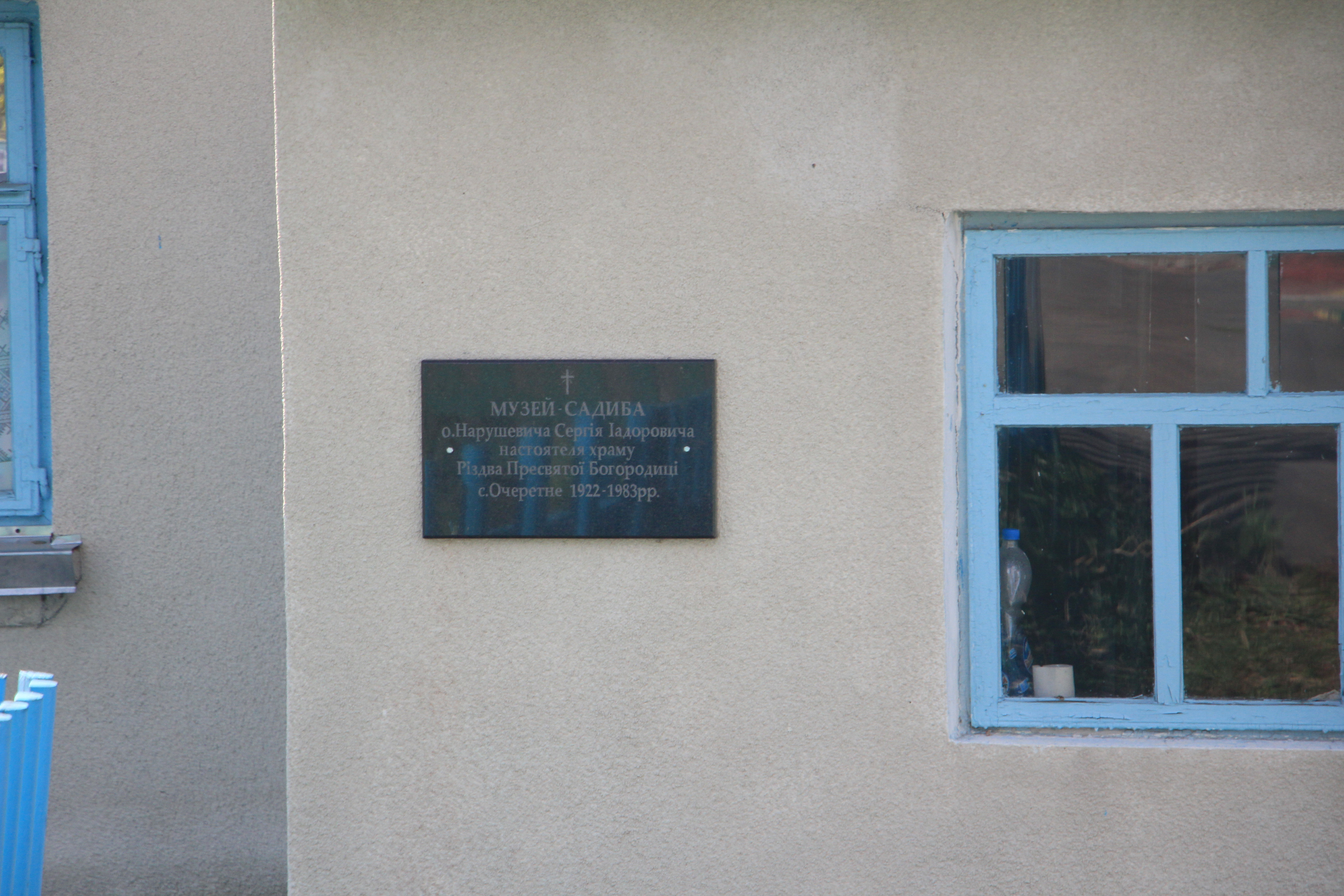
Музей-садиба о. Нарушевича Сергія Іадоровича (1922-1983)

## Галерея

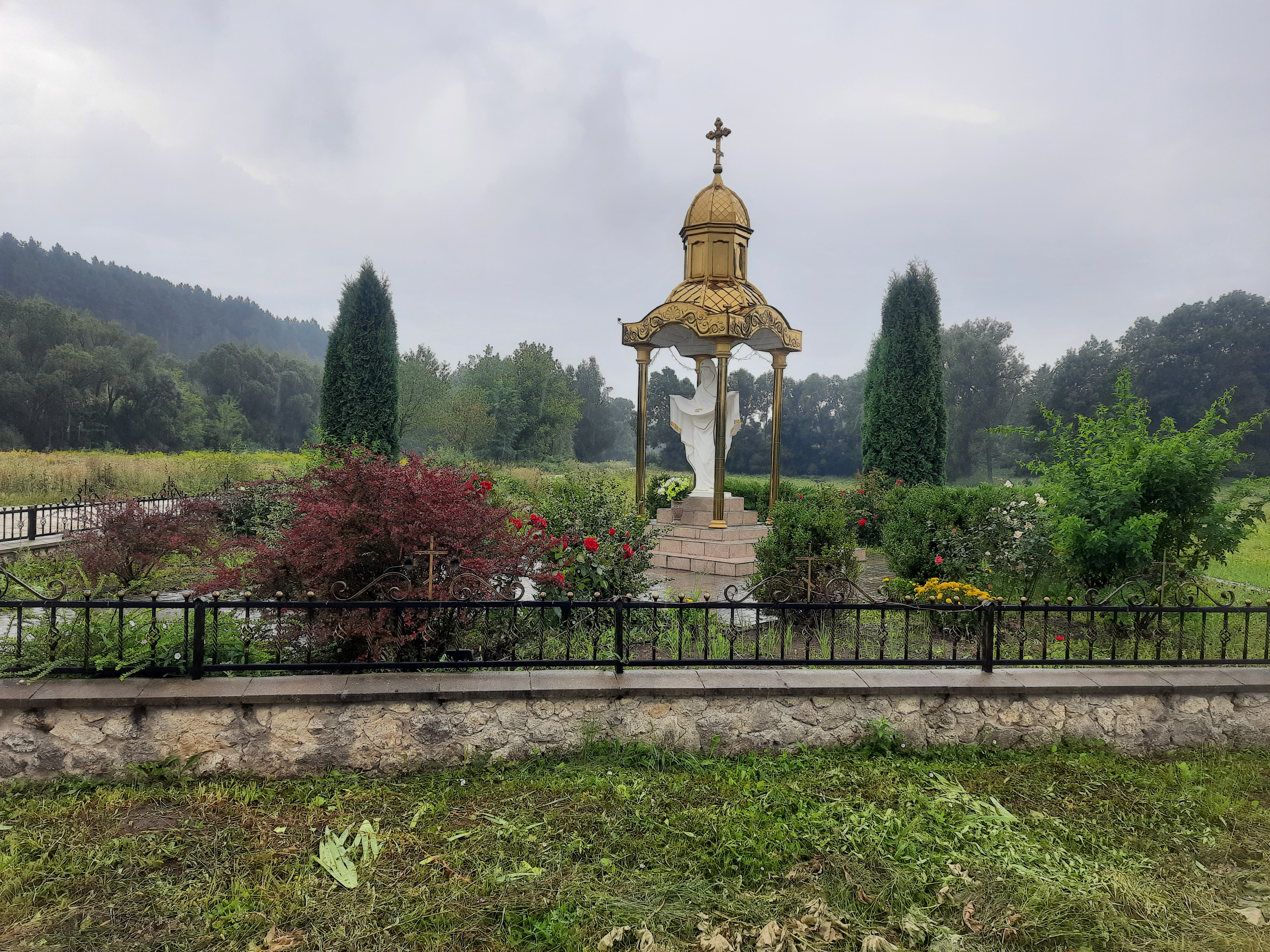
Статуя Божої Матері
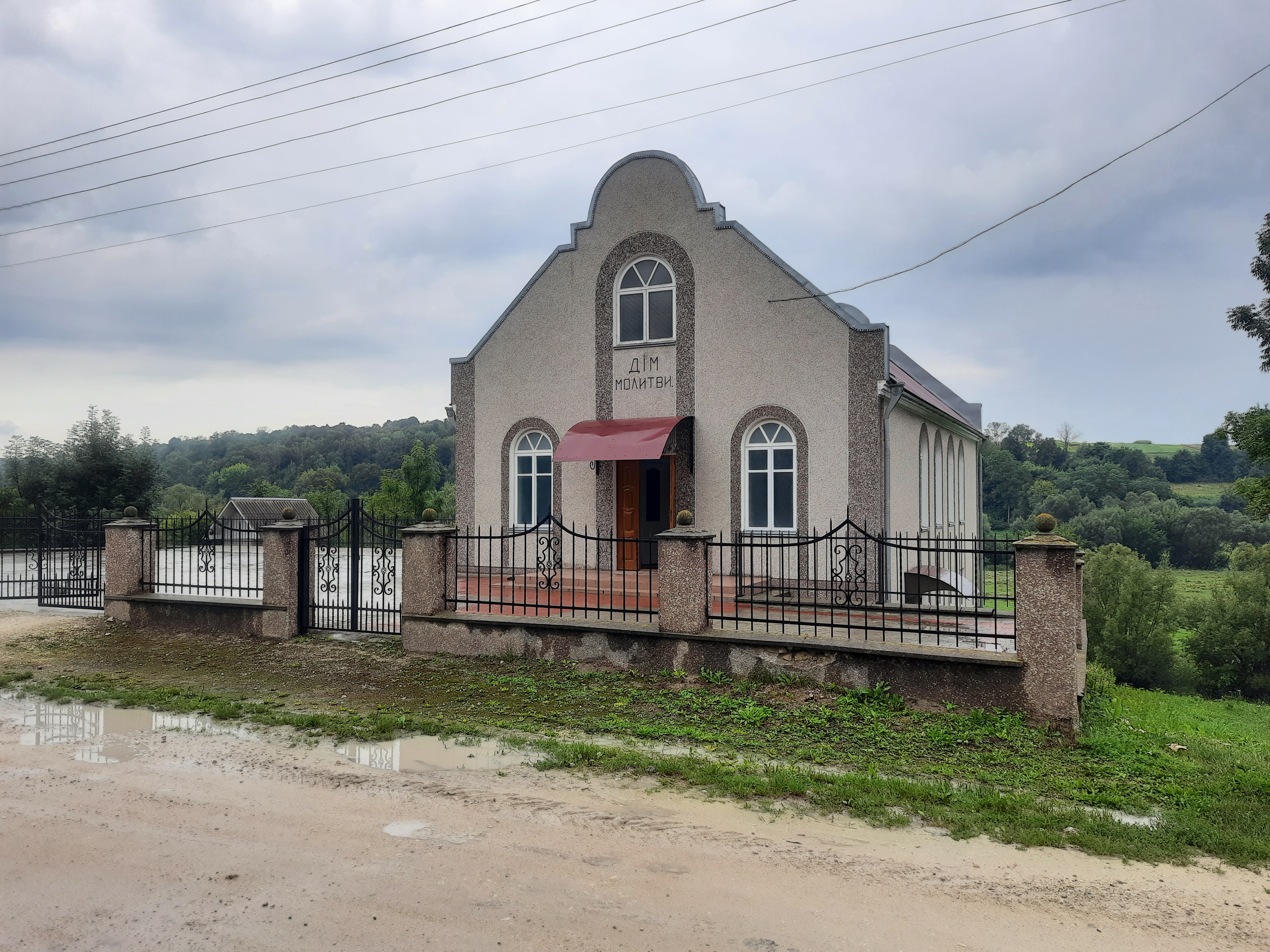
Дім молитви
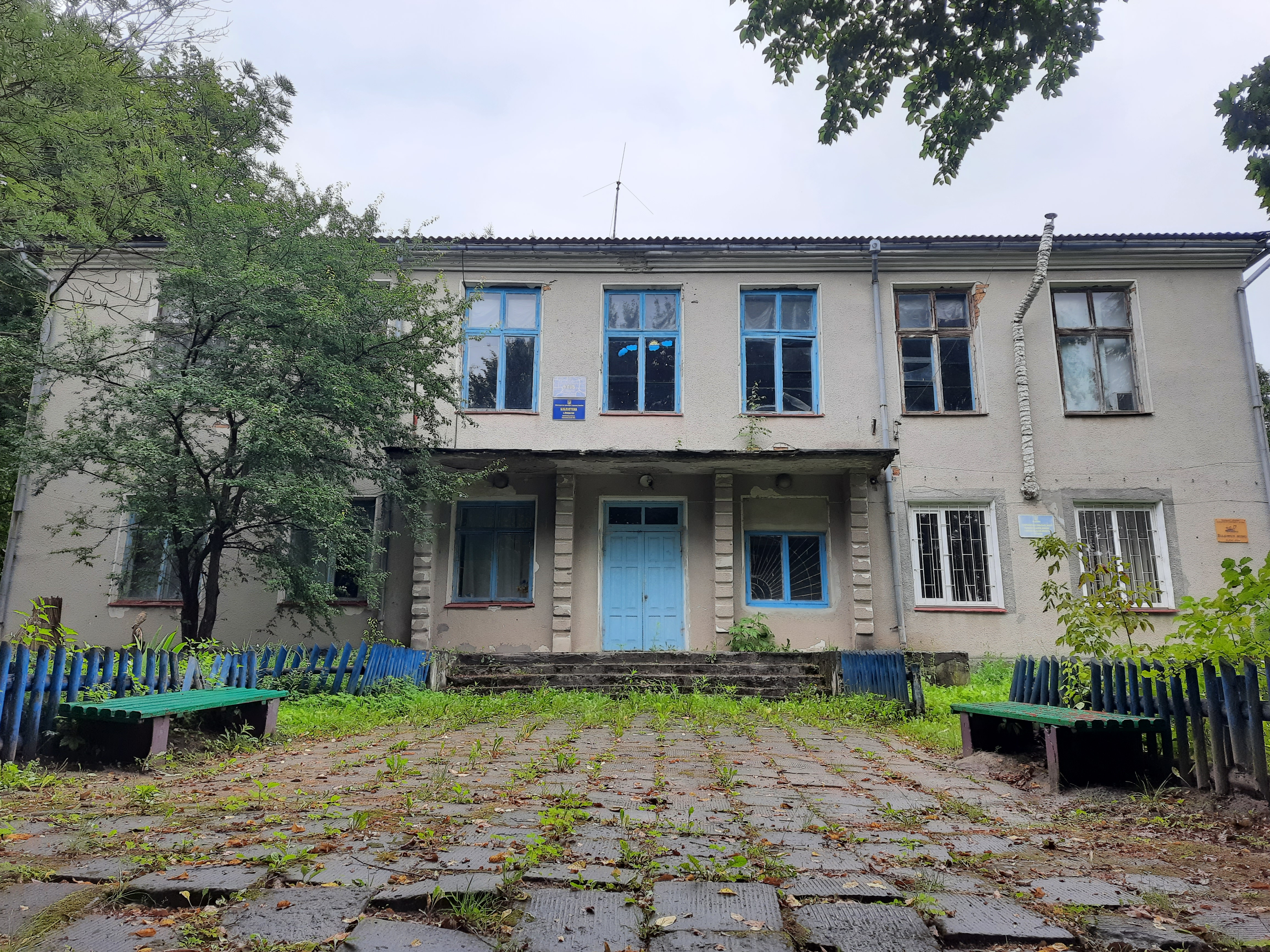
Будинок культури
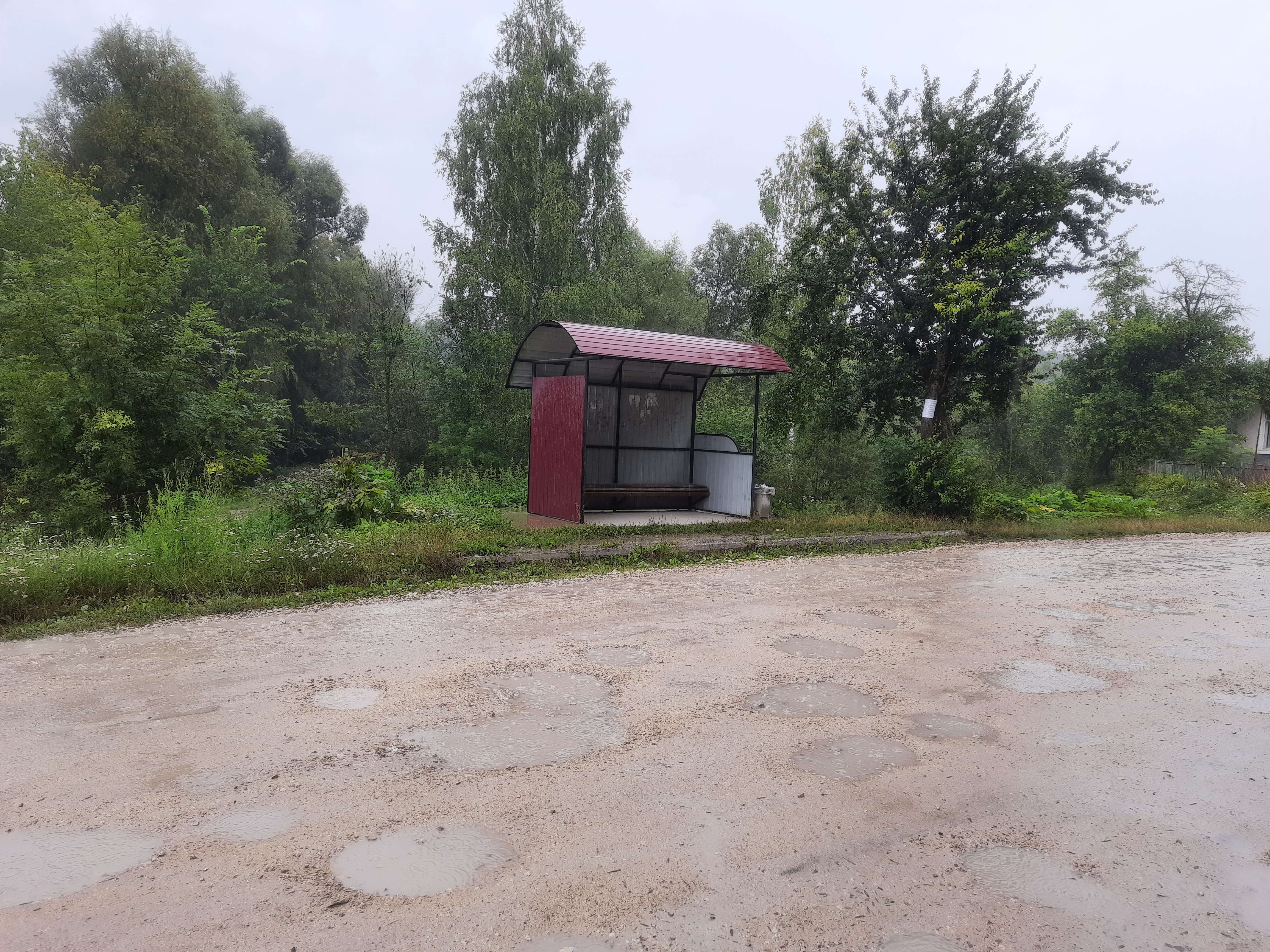
Автобусна зупинка
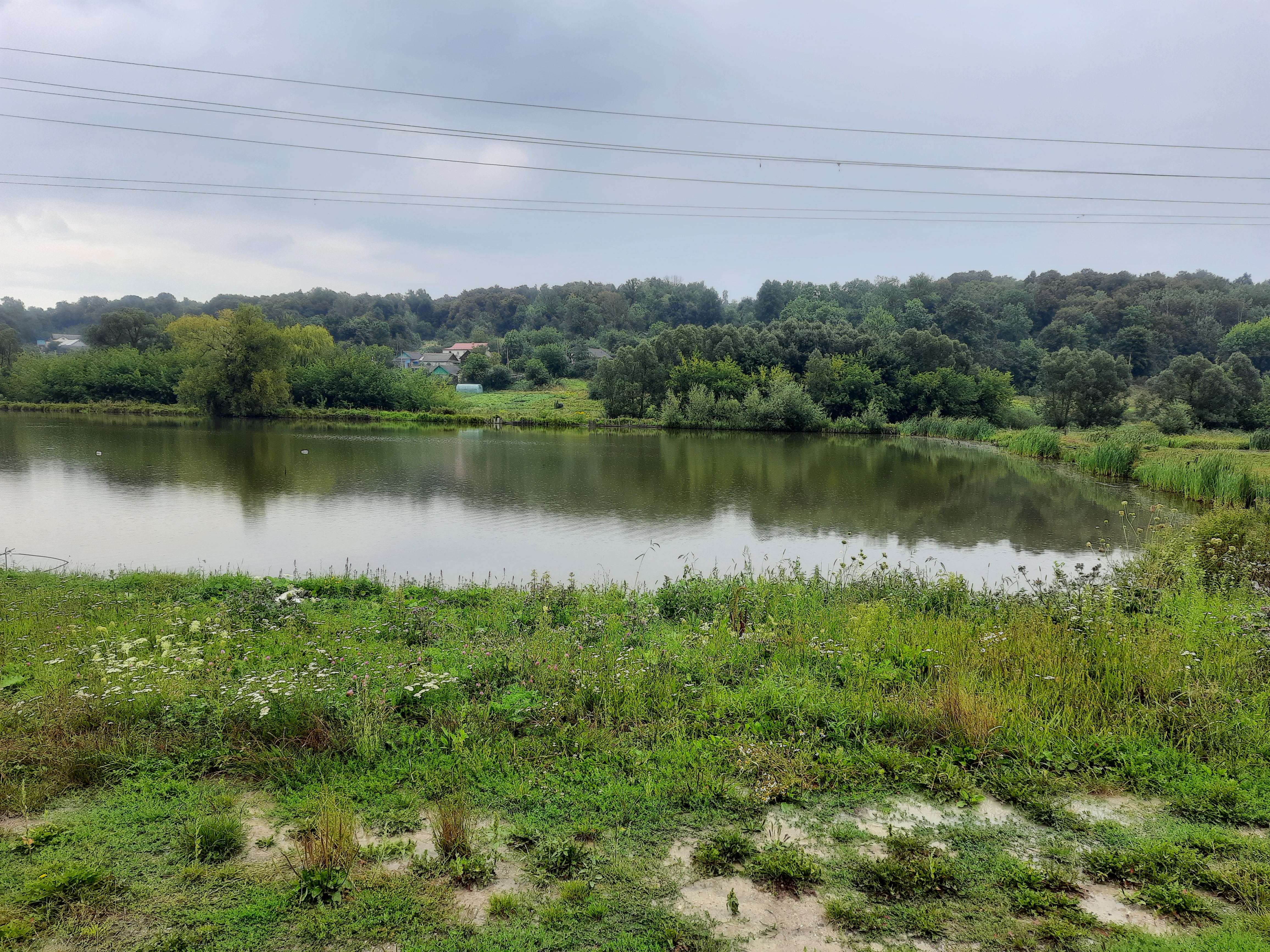
Став біля села